# Burg bei Burgweiler
Die Burg bei Burgweiler, regional auch nur Die Burg genannt, ist der Burgstall einer hochmittelalterlichen Wasserburg östlich von Burgweiler, einem Ortsteil von Ostrach, im Landkreis Sigmaringen in Baden-Württemberg, Deutschland.

## Lage
Der Name Burg-Weiler weist heute noch auf die Reste der abgegangenen Burg hin, die hier, etwa 500 Meter östlich der Weilersiedlung, auf einer Erhebung im oberen Linzgau existierte. Die Burg liegt heute am Rande des Naturschutzgebietes Burgweiler-Pfrunger Ried, das sich östlich von ihr erstreckt. Unterhalb der Burg aus Richtung Burgweiler kommend befindet sich ein Wanderparkplatz des Riedlehrpfades.

## Geschichte
Es wird vermutet, dass bereits Mitte des 11. Jahrhunderts Adlige wie Wolvberadus, Edler von Wilare (Weiler) mit seiner Gemahlin hier in einer Niederungsburg lebten.
Durch Urkunden wird dies erst zu Beginn des 13. Jahrhunderts belegt, als die Edlen von Gundelfingen für wenige Jahrzehnte in der Gegend auftraten. Ihre Beziehungen, vor allem zum Staufer Kaiserhaus, machten es wahrscheinlich möglich, dass sie ihren ursprünglich zwischen Münsingen und Riedlingen verstreuten Besitz bis Burgweiler ausdehnen konnten. Hohe Schulden, Erbauseinandersetzungen und vielleicht auch politische Gründe zwangen Conrad (II.) von Gundelfingen 1279 zur Abgabe seine Besitzungen im Bereich Ostrach-Burgweiler an das Kloster Salem. Wie lange die Burg weiter bestanden hat, ist nicht bekannt.
Vor über 400 Jahre wurde das Grundstück „Burg“ Teil des Pfarrgutes und gehört auch heute noch der Pfarrei Burgweiler.
Seine erhabene Lage im sonst flachen Riedland veranlasste vor über 250 Jahren Pfarrer Geiger dazu, sämtlichen Bewuchs auf der Anhöhe zu entfernen, den Graben aufzufüllen und einen Karrenweg auf den Hügel zu befestigen, um oben einen „Lustgarten mit steinernem Gartenhäuschen“ anzulegen. Im „Lexicon von Baden“ aus dem Jahre 1813 fand der Garten vermutlich wegen seiner reizvollen Aussicht über das Ried Erwähnung.
Seit 1969 pflegt und nutzt der Musikverein Burgweiler den Burghügel und veranstaltet dort jährlich das so genannte „Burgfest“.
Der Narrenverein Burgnarren Burgweiler e.V. nimmt seit 1979 Bezug auf die ehemalige Burg bei Burgweiler, so trägt der Elferrat hier den Namen „Burgrat“ und 1986 wurde die Fastnachtsfigur „Butz“ in Anlehnung an die Edlen von Burgweiler geschaffen.

## Anlage
Der bewaldete Burghügel ist Überrest der einstigen Turmhügelburg (Motte). Aus einer amtlichen Flurkarte lassen sich deutlich die Reste eines eiförmigen Burgstalls erkennen. Auf dem rund 685 m² großen Platz hat ehemals eine Adelsburg gestanden. Sie war von einer für die Stauferzeit typischen Art mit massivem Mauerring um den zentralen Bergfried und die Gebäude sowie einem tiefen Wassergraben am Fuß des Hügels. Der Weiler jenseits des Sumpflandes konnte nur über einen Knüppeldamm erreicht werden. Der Burghügel mit einer Höhe von 10 Meter und einem Durchmesser von 24 bis 32 Meter war von einem umlaufenden Wassergraben umgeben. Dem Wassergraben war ein Wall direkt vor- und ein weiterer direkt nachgelagert. Heute noch kann man den u-förmigen Graben in der Landschaft erkennen. Eine Informationstafel gibt Auskunft über die Burg und den Weiler sowie die Burgbewohner, die Burgreste und Burgfeste an sich.

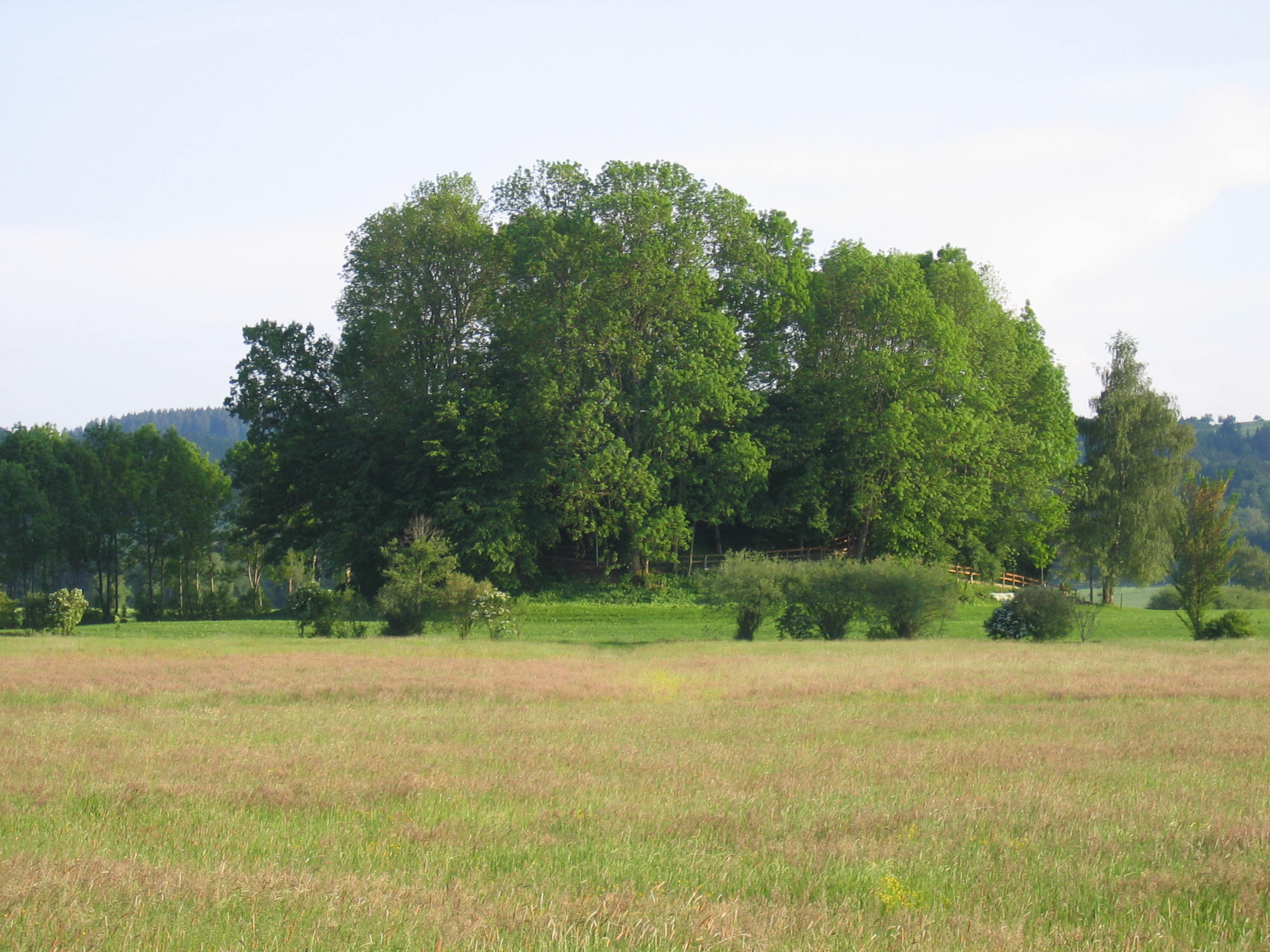
Burghügel der Burg bei Burgweiler – Ansicht aus Norden
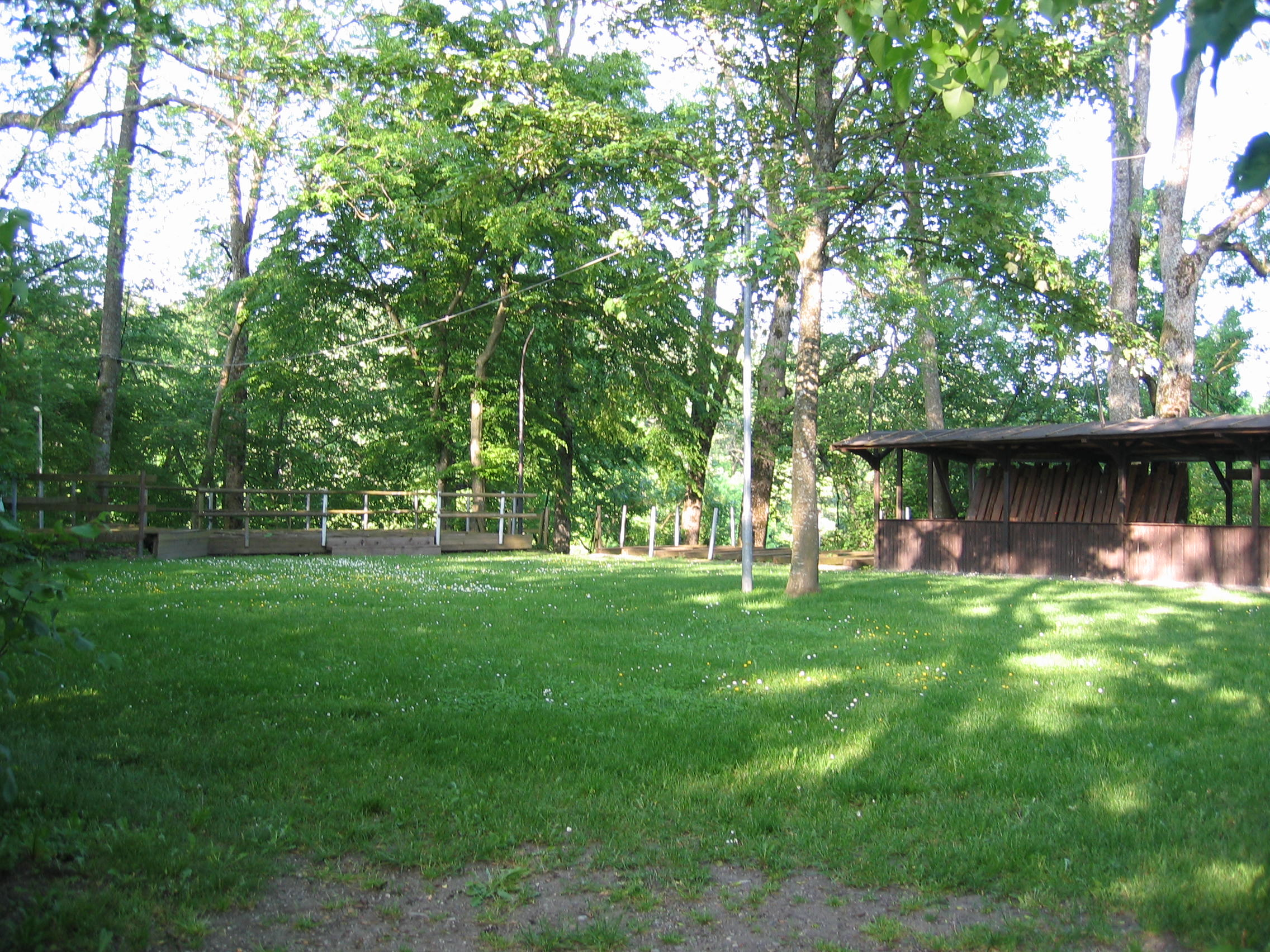
Burgplatz – Veranstaltungsort des jährlichen Burgfest
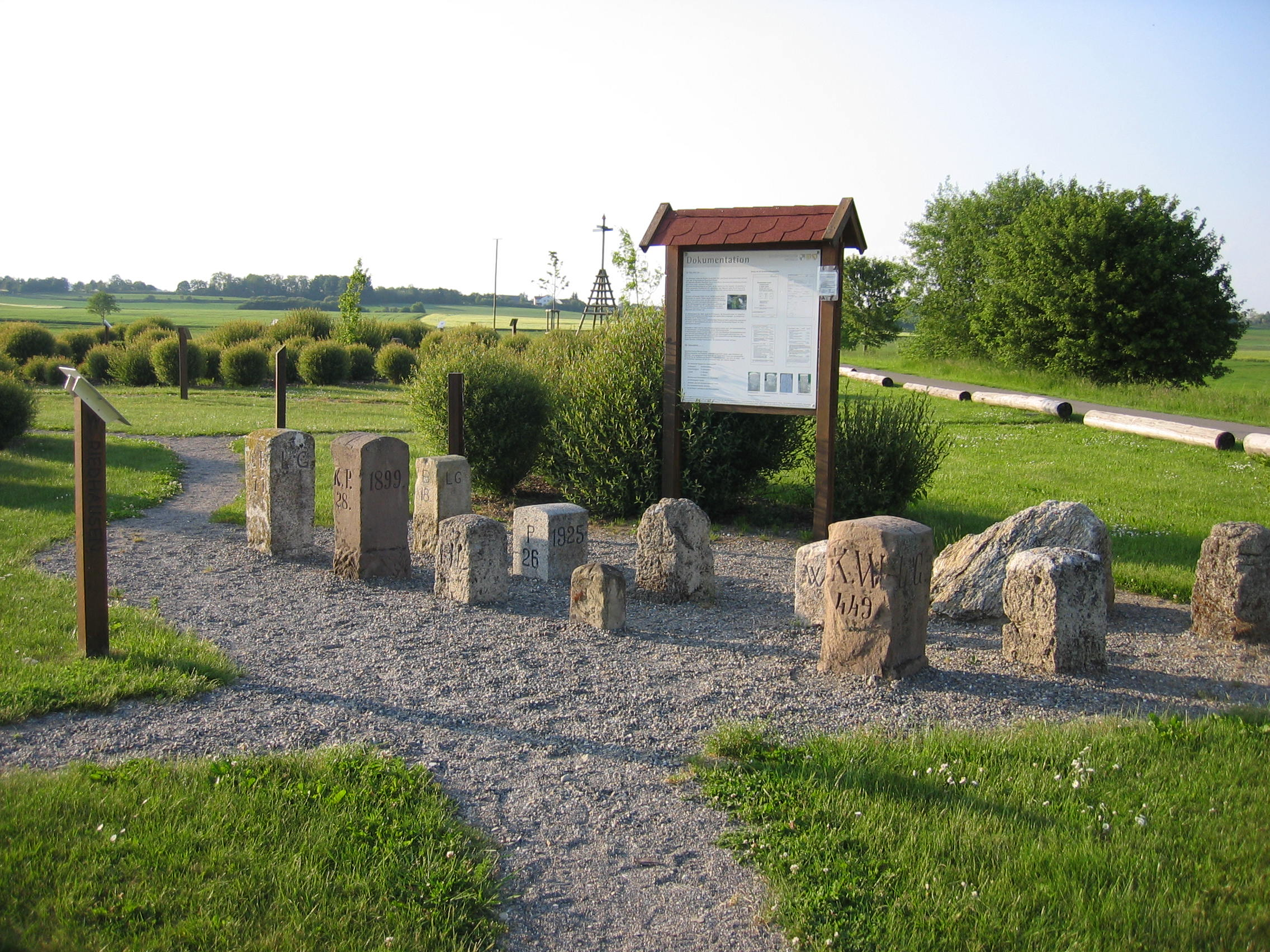
Das sich in der Nähe befindliche Grenzsteinmuseum Ostrach